# Kay Flock
Kay Flock (właśc. Kevin Perez, ur. 20 kwietnia 2003) – amerykański raper pochodzenia dominikańsko-portorykańskiego. Urodził i wychował się na nowojorskim Bronxie, swoją karierę muzyczną rozpoczął w 2020 roku. W 2021 roku wypuścił swój debiutancki mixtape pt „The D.O.A. Tape”.

## Dyskografia

### Mixtape'y
| Rok  | Mixtape                                                                                                | Pozycje na listach US HEAT | Certyfikaty |
| ---- | --- | -------------------------- | ----------- |
| 2021 | The D.O.A. Tape - Wydany: 5 listopada 2021 - Wytwórnia: Capitol Records - Format: CD, digital download | 1                          |             |

### Single
| Rok  | Tytyuł                                              | Pozycje na listach | Pozycje na listach | Certyfikat          | Album                          |
| Rok  | Tytyuł                                              | USA                | US R&B/HH          | Certyfikat          | Album                          |
| ---- | --------------------------------------------------- | ------------------ | ------------------ | ------------------- | ------------------------------ |
| 2020 | „FTO”                                               |                    |                    |                     | The D.O.A. Tape (Care Package) |
| 2020 | „Opp Spotter” (gość. B-Lovee)                       |                    |                    |                     | The D.O.A. Tape                |
| 2020 | „Speed Racing” (gość. B-Lovee)                      |                    |                    |                     | The D.O.A. Tape                |
| 2021 | „Brotherly Love” (gość. Dougie B, B-Lovee)          |                    |                    |                     | The D.O.A. Tape                |
| 2021 | „T Cardi” (gość. Dougie B, Lil Skrap 1090, Justo B) |                    |                    |                     | The D.O.A. Tape                |
| 2021 | „Being Honest”                                      |                    |                    | - RIAA: złota płyta | The D.O.A. Tape                |
| 2021 | „Is Ya Ready”                                       |                    |                    | - RIAA: złota płyta | The D.O.A. Tape                |
| 2021 | „PSA”                                               |                    |                    | - RIAA: złota płyta | The D.O.A. Tape                |
| 2021 | „Being Honest (Remix)” (gość. G Herbo)              |                    |                    |                     | The D.O.A. Tape                |
| 2022 | „Shake It” (gość. Cardi B, Dougie B)                | 51                 | 14                 | - RIAA: złota płyta | The D.O.A. Tape (Care Package) |
| 2022 | „Make a Movie” (gość. Fivio Foreign)                |                    |                    |                     | The D.O.A. Tape (Care Package) |
| 2022 | „Brotherly Love (Pt. 2)” (gość. Dougie B, B-Lovee)  |                    |                    |                     | The D.O.A. Tape (Care Package) |
| 2022 | „DOA” (gość. Set Da Trend)                          |                    |                    |                     | The D.O.A. Tape (Care Package) |
| 2022 | „Geeked Up” (gość. Gucci Mane)                      |                    |                    |                     | The D.O.A. Tape (Care Package) |

## Życie prywatne
Z pochodzenia jest w połowie Dominikańczykiem, a w połowie Puertorykańczykiem. Dorastał w niebezpiecznej dzielnicy na Bronxie. Jego kuzynem jest inny drillowy raper Dthang Gz, z którym prywatnie jest w konflikcie. Na jego utworach często można usłyszeć jak dissuje swojego kuzyna. Jego bratem jest inny drillowy raper JoWvttz.

## Problemy prawne
23 grudnia 2021 roku został zatrzymany w Harlemie pod zarzutem morderstwa pierwszego stopnia. Ofiarą miał być 24 letni Oscar Hernandez znany jako OY Wasca.
Według nowojorskiej policji 16 grudnia 2021 roku w dniu morderstwa Perez miał przechodzić obok barbershopu w trakcie zbrodni, z którego chwilę później wybiegł postrzelony w szyję i plecy Hernadez. Hernadez później zmarł w szpitalu Mount Sinai Hospital. Później kiedy Perez stał się głównym podejrzanym, sam oddał się w ręce nowojorskiej policji. Zostały mu postawione zarzuty zabójstwa pierwszego stopnia, usiłowania zabójstwa oraz uczestniczenia w zorganizowanej grupie przestępczej.
Obecnie przebywa w więzieniu Rikers Island. Jeżeli zarzuty się potwierdzą, grozi mu kara śmierci lub dożywotniego pozbawienia wolności.